# 구력거
구력거(丘力居, ? ~ ?)는 중국 후한 말기 요서 지방에서 활약한 오환의 수령이다.

## 생애
광화 연간에 장순의 권유에 따라 반란을 일으켰다. 공손찬이 이들을 진압하기 위해 나섰으나, 구력거 등의 반란 세력은 유주, 청주, 기주, 서주를 약탈하여 피해를 입혔고, 공손찬은 이를 막을 수 없었다. 이에 조정에서 유우를 유주목으로 파견하자, 구력거 등은 유우가 온 것을 기뻐하며 귀순하였다.
초평(初平) 연간(190~193년)에, 구력거가 사망한 뒤, 아들 누반이 아직 나이가 어렸으므로, 조카인 답돈이 구력거의 뒤를 이었다.

## 같이 보기
- 삼국지 인물 목록

## 참고 문헌
- 진수, 《삼국지》 권8, 위서 이공손도사장전 중 공손찬전
- 《삼국지》 권30, 위서 오환선비동이전 중 오환전
- 범엽, 《후한서》(5세기), 〈제90권 오환선비열전(烏桓鮮卑列傳)〉 (漢文本)